# Philippinen-Krokodil

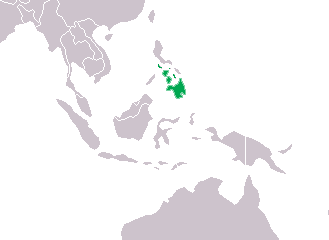
Verbreitungskarte

Das Philippinen-Krokodil (Crocodylus mindorensis) ist eine Art der Echten Krokodile (Crocodylidae). Die Art ist vom Aussterben bedroht.

## Merkmale
Im Vergleich zu allen anderen Krokodilen im pazifischen Raum zeichnet sich das Philippinen-Krokodil durch eine sehr breite Schnauze, die mit bis zu 68 Zähnen bewehrt ist, und große Panzerschuppen im Nacken- und Rückenbereich aus.
Mit maximal drei Metern Körperlänge bei männlichen Exemplaren gehört es zu den kleineren Krokodilarten. Die Weibchen dieser Spezies sind kleiner, bis zu 1,5 Metern und bis zu 15 kg Körpergewicht.
Das Verhalten des Philippinen-Krokodils wird als scheu und harmlos gegenüber dem Menschen beschrieben, nur bei Provokationen reagiert es aggressiv.

## Verbreitung
Das Philippinen-Krokodil lebt in Süßgewässern wie Flüssen, kleineren Seen und Sumpfbereichen. Dabei ist es in seiner Verbreitung beschränkt auf einzelne Inseln der Philippinen. In historischen Zeiten kamen die Tiere auf den Inseln Luzon, Mindoro, Masbate, Samar, Negros, Busuanga und Mindanao vor.
Seine heutige Verbreitungsgebiete beschränken sich auf das Agusan Marschland, die Ligawasan Marschlandschaft und den Oberlauf des Pulangi in der Provinz Bukidnon auf der Insel Mindanao. Auf der Insel Luzon gehören der Northern Sierra Madre Natural Park und Gebiete in der Provinz Abra entlang des Flusses Binungan zu seinem heutigen Lebensraum. Auf Dalupiri Island wurde 2005 die nördlichste bislang gefundene Population des Krokodils gefunden. Alle anderen Sichtungen konnten nicht bestätigt werden.

## Lebensweise
Wie die meisten anderen Krokodile ernährt sich das Philippinen-Krokodil von sehr unterschiedlichen Organismen des Wassers. Sein Spektrum umfasst dabei wahrscheinlich Schlangen, Frösche, Wasserschildkröten, Insekten sowie kleine Säugetiere, genaues ist allerdings nicht bekannt. Das Verhältnis zwischen Männchen zu Weibchen in den Populationen beträgt in der Regel 1:1.
Die Paarungsperiode ist je nach Verbreitungsgebiet unterschiedlich, liegt aber generell in den Monaten Januar bis Mai. Speziell in der Morgendämmerung zwischen 4 und 7 Uhr, kann die bis 30 Minuten dauernde Prozedur beobachtet werden, welche im Wasser stattfindet.
Eine Woche vor der Eiablage bauen die Weibchen ein Hügelnest aus Sand und verrottenden Pflanzenmaterialien, in dem sie 7 bis 25 Eier abgelegen. Die Brutdauer beträgt ca. 12 Wochen. Eine Bewachung des Nestes und Brutpflege wurden beobachtet.

## Gefährdung
Das Philippinen-Krokodil wird auf der Roten Liste des IUCN als vom Aussterben bedroht geführt. Die Gesamtpopulation wird auf 92–137 erwachsene Tiere geschätzt, die auf mehrere Unterpopulationen verteilt sind. Der Bestandstrend ist weiter abnehmend. Der starke Rückgang ist auf den Handel mit den Häuten zurückzuführen, während aktuell Habitatverlust die größte Bedrohung darstellt.

### Reservepopulation
Der Bestand des Philippinen-Krokodils ist so stark bedroht, dass der Aufbau einer Reservepopulation in Menschenhand empfohlen wurde. 2006 wurden 15 Exemplare nach Europa geholt. Davon zwei Tiere nach Deutschland in den Kölner Zoo. Dort gelang 2013 erstmals in Europa die Nachzucht. Zwei Nachzuchten konnten 2020 auf die Philippinen rückgeführt werden, um dort die Wildpopulation zu stärken.

## Literatur

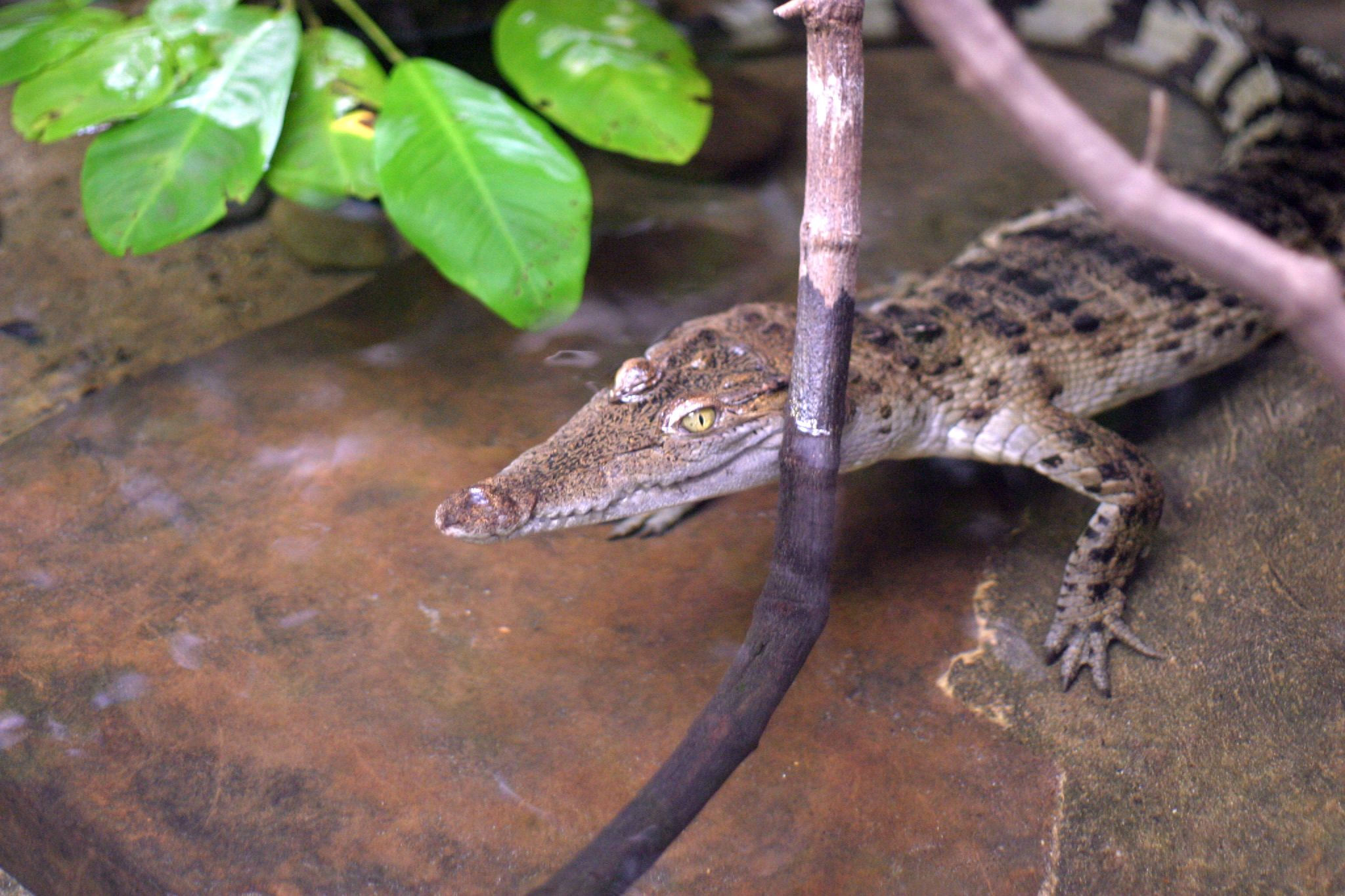
Philippinen-Krokodil

## Belege
- Das Philippinen-Krokodil auf Philippine Clearing House
- Merlijn van Weerd: Philippine Crocodile Crocodylus mindorensis; Philippine Crocodile Group der IUCN